# Take the Crown Tour
A "Take The Crown Tour" é a futura turnê do cantor britânico Robbie Williams, em suporte ao álbum "Take the Crown", de 2012. Os shows marcarão a volta de Williams aos palcos, após 7 anos de sua última turnê, "Close Encounters Tour".

## Antecedentes
Em 26 de novembro foram anunciados 17 shows no site oficial de Williams, com as vendas se inciando posteriormente.
Devido à grande demanda, novas datas foram anunciadas em Londres, Glasgow, Manchester e Copenhague.
É esperado que a turnê ainda passe pela Ásia e Oceania.

## Bandas de abertura
- Olly Murs[5][6]

## Datas
| Datas                | Cidade        | País          | Local                         |
| -------------------- | ------------- | ------------- | ----------------------------- |
| Europa               |               |               |                               |
| 18 de junho de 2013  | Manchester    | Inglaterra    | Estádio Etihad                |
| 19 de junho de 2013  | Manchester    | Inglaterra    | Estádio Etihad                |
| 21 de junho de 2013  | Manchester    | Inglaterra    | Estádio Etihad                |
| 22 de junho de 2013  | Manchester    | Inglaterra    | Estádio Etihad                |
| 25 de junho de 2013  | Glasgow       | Escócia       | Parque Hampden                |
| 26 de junho de 2013  | Glasgow       | Escócia       | Parque Hampden                |
| 29 de junho de 2013  | Londres       | Inglaterra    | Estádio Wembley               |
| 30 de junho de 2013  | Londres       | Inglaterra    | Estádio Wembley               |
| 2 de julho de 2013   | Londres       | Inglaterra    | Estádio Wembley               |
| 5 de julho de 2013   | Londres       | Inglaterra    | Estádio Wembley               |
| 10 de julho de 2013  | Gelsenkirchen | Alemanha      | Veltins-Arena                 |
| 13 de julho de 2013  | Amsterdã      | Países Baixos | Amsterdam Arena               |
| 17 de julho de 2013  | Viena         | Áustria       | Krieau                        |
| 20 de julho de 2013  | Gotemburgo    | Suécia        | Estádio Ullevi                |
| 22 de julho de 2013  | Copenhague    | Dinamarca     | Estádio Parken                |
| 23 de julho de 2013  | Copenhague    | Dinamarca     | Estádio Parken                |
| 27 de julho de 2013  | Hanôver       | Alemanha      | AWD-Arena                     |
| 31 de julho de 2013  | Milão         | Itália        | Estádio San Siro              |
| 3 de agosto de 2013  | Bruxelas      | Bélgica       | Estádio King Baudouin         |
| 7 de agosto de 2013  | Munique       | Alemanha      | Estádio Olimpico              |
| 11 de agosto de 2013 | Stuttgart     | Alemanha      | Mercedes-Benz Arena           |
| 16 de agosto de 2013 | Zurique       | Suíça         | Estádio Letzigrund            |
| 20 de agosto de 2013 | Tallinn       | Estónia       | Tallinn Song Festival Grounds |